# Млинкі (Белхатовський повіт)
Млинкі (пол. Młynki) — село в Польщі, у гміні Щерцув Белхатовського повіту Лодзинського воєводства.
У 1975-1998 роках село належало до Пйотрковського воєводства.